# Azerbaiyán en los Juegos Paralímpicos de Londres 2012
Azerbaiyán estuvo representado en los Juegos Paralímpicos de Londres 2012 por un total de 21 deportistas, 16 hombres y cinco mujeres.

## Medallistas
El equipo paralímpico azerbaiyano obtuvo las siguientes medallas:
| Nombre                                                  | Deporte   | Evento                          |
| ------------------------------------------------------- | --------- | ------------------------------- |
| Oro                                                     |           |                                 |
| Oleq Panyutin                                           | Atletismo | Triple salto F12 masculino      |
| Natali Pronina                                          | Natación  | 100 m braza SB12 femenino       |
| Afaq Sultanova                                          | Yudo      | –57 kg femenino                 |
| Ramin İbrahimov                                         | Yudo      | –60 kg masculino                |
| Plata                                                   |           |                                 |
| Vladimir Zayets                                         | Atletismo | Triple salto F12 masculino      |
| Natali Pronina                                          | Natación  | 100 m espalda S12 femenino      |
| Natali Pronina                                          | Natación  | 200 m estilos SM12 femenino     |
| Natali Pronina                                          | Natación  | 50 m libre S12 femenino         |
| Natali Pronina                                          | Natación  | 100 m libre S12 femenino        |
| Bronce                                                  |           |                                 |
| Hüseyn Həsənov                                          | Atletismo | Salto de longitud F46 masculino |
| Elçin Muradov Rza Osmanov Oleq Panyutin Vladimir Zayets | Atletismo | 4 × 100 m T11-13 masculino      |
| İlham Zəkiyev                                           | Yudo      | +100 kg masculino               |